# Штабель

Схема формування штабелю (а) і забору корисної копалини зі складу (б).

Шта́бель (англ. stockpile, нім. Stapel m, Halde f), також стіс, стос — рівно укладений ряд чого-небудь, купа сипкого матеріалу (будівельних матеріалів, вугілля тощо).
- Штабель кам'яного вугілля. Залежно від схильності до самозаймання вугілля поділяють на дві категорії: А — небезпечне (буре й кам'яне довгополуменеве) і Б — стійке (антрацит, пісне кам'яне вугілля).

Вугілля категорії А зберігають у штабелях висотою до 3 м, якщо термін зберігання не перевищує двох місяців. При більшому терміні висота штабеля не повинна перевищувати 2-2,5 м. Висота штабеля при зберіганні антрациту не обмежується. Відстань між штабелями рекомендується не менше 5 м.
- Штабель торфу. Торф складують штабелями довжиною

не більше 100 м, шириною 15 м і висотою 5-6 м. Штабелі розташовують з розривами 4 м. Кожну пару штабелів рекомендується розташовувати на відстані від сусідньої в межах 20-30 м. Грудковий і фрезерний торф зберігають окремо, причому ємність складу на території заводу для
грудкового торфу не повинна бути понад 10 тис. т, а фрезерного — 5 тис. т.
З метою контролю штабеля на можливість самозаймання
його обладнують сталевими трубами із закритим дном, які
зануренів паливо на різну висоту — від 0,7 м від основи
штабеля до 0,3 м від його поверхні. Труби закритіп робками, яків иймають при вимірюванні температури в трубі
термометром. Мінімальна температура самозаймання
становить 60 °С, максимальна 74-78 °С.